# 河地镇
河地乡，是中华人民共和国四川省广元市苍溪县下辖的一个乡镇级行政单位。2020年5月，撤销河地乡、双河乡，设立河地镇，以原河地乡和原双河乡所属行政区域为河地镇的行政区域。

## 行政区划
河地乡下辖以下地区：
高坪村、晨光村、地干村、白山村、琳琅村、何家梁村、红树村、天主村、玉宝村、中华村、茂兴村、金马村、石龙村和庄子村。